# 外蒙古

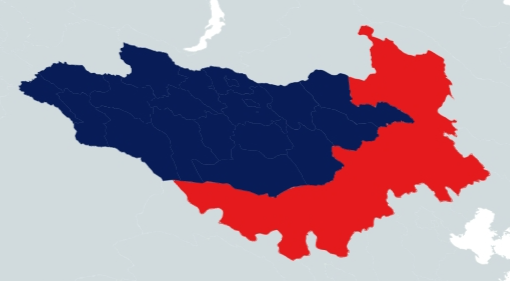
モンゴル国（青）非公式には「外モンゴル」として知られる、と中国領内内モンゴル自治区（赤）

外蒙古（がいもうこ、そともうこ）は、北京を基準とする「内」「外」という語彙をもちいてモンゴルを南北に区分する分類法において、ゴビ砂漠の北側部分をさす呼称。19世紀後半、中国人が執筆した中国語文献において、外藩蒙古に分類されるモンゴル系諸侯のうち北元系の王公を区分するための概念として出現した。20世紀初頭以降、南北の位置関係を「内」「外」（または同義の訳語）で区分する用語は英語、日本語等でも使用されるようになった（英語：Outer Mongolia、日本語：外蒙古・外蒙・外モンゴル）。モンゴルでは北京を基準とする「内」「外」の用語を嫌い、独立国であるモンゴル国、中国領の自治区である内蒙古自治区のいずれにおいても、「北」「南」を意味する「北モンゴル（アル・モンゴル）」、「南モンゴル（ウブル・モンゴル）」という用語が使用されている。

## 「外蒙古」の概念の出現と国際的拡散、概念の変遷
1. モンゴル諸侯のうち、北元系諸侯を分類する概念「外蒙古」：清国において19世紀後半に成立した一部文献において、清国に服属する外藩蒙古に属する諸部族・諸侯のうち、北元系の諸侯をゴビ砂漠を境界として南北に大別し、北方に位置するハルハの諸部族・諸侯に対して使用された呼称。清朝自身が法制上の区分に使用した概念ではない[2]。
2. モンゴル北部を実効支配した歴代政権に対する通称「外蒙古」、「外蒙」：中国・日本等の漢字圏諸国において、1911年に清朝から独立を宣言したボグド・ハーン政権、これにかわった人民革命党政権など、ハルハ4部を中核とする北部モンゴルを実効支配したモンゴルの歴代政権に対し、通称として、かつてひろく使用されていた呼称。この概念に対する英語の呼称はOuter Mongolia 。
3. 歴史上の地域概念「外モンゴル」：東洋史学、モンゴル史等の分野の研究者により、歴史上の地理的名称として、清朝時代初期からの通時的な地理的名称として、北部モンゴルに対して使用される呼称。対応する概念は中国語では外蒙古、英語ではOuter Mongolia 等と呼称される。昭和初期までは日本でも「外蒙古」「外蒙」という漢字表記が主に使用された。「中国人による伝統的な区分」として認識されている[3]。

- 外藩蒙古 - 清朝に服属した全モンゴルの諸侯に対する呼称。皇帝に直属する内属蒙古（チャハル部・トゥメト部の2部）と八旗蒙古は含まれない。
- 蒙古 - 中華民国が実効支配できない北部モンゴルに対して与えた、中国の行政区画としての呼称。
- ボグド・ハーン政権 - 1911年に清朝から独立を宣言して北部モンゴルを実効支配した政権
- モンゴル人民共和国 - ボグト・ハーン政権を継承して成立した人民革命党政権による国号
- モンゴル国 - モンゴル人民共和国が1992年に改編されて成立した国家

## 清朝期に出現した「外蒙古」の概念
本節では、清おいて19世紀後半に出現した当初の外蒙古の観念について解説する。

### 清朝のモンゴル支配と「外藩蒙古」
清朝支配下のモンゴル人は、八旗蒙古、内属蒙古、外藩蒙古の三種類に区分された。
「八旗蒙古」は、古くからアイシンギョロ家に臣従し、満洲人たちとほぼ同等の待遇をうけ、官僚として王朝につかえた人々。
「内属蒙古」は、モンゴル高原の一角において固有の部族組織を維持しつつ、皇帝の直属下におかれた部族で、チンギス・カン一族の旧宗家の領民だったチャハル部と、準宗家のアルタン・ハン一族の旧領民の帰化城トメト部の2部族をさす。
「外藩蒙古」は、モンゴル高原の一角において固有の部族組織をもち、ボルジギン氏・非ボルジギン氏の子孫のモンゴル人貴族の統治をうける諸部族で、上記の例外をのぞく、モンゴルの全諸侯、全部族を包含する概念である。外藩蒙古に対し、清朝は法制上さらに「内扎薩克六盟四十九旗」と「外扎薩克四部落等処一百五十旗」とに大別しているが、内・外の区分は清朝に対する服属時期（前者が1636年まで、後者が1691年以降）に相当し、地理上の南北とは対応していない。外藩蒙古にたいする法制上の区分の詳細は外藩蒙古を参照。

### 「外蒙古」という概念をもちいた最初期の文献
外蒙古という概念は、内蒙古という概念とセットで、19世紀後半の中国において出現した。これらの概念を用いたもっとも初期の文献として、伝祁韻士著『皇朝藩部要略』（1839-45編,1884刊）や張穆『蒙古遊牧記』 (1859) などがある。

### 清国における「外蒙古」の最初期の用法
伝祁韻士著『皇朝藩部要略』は、祁韻士が編纂した『欽定外藩蒙古回部王公表伝』(1779)にもとづいて別人によって編纂された書物で、もっとも早く漠北の「外蒙古」、漠南の「内蒙古」の概念を提示したことが確認されている文献である。張穆は『皇朝藩部要略』の校定者でもある。
『皇朝藩部要略』は藩部を「内蒙古」、「外蒙古喀爾喀部」、「額魯特部」、「回部」、「西蔵部」に区分する。
『蒙古遊牧記』は、「外蒙古」を4部86旗、「内蒙古」を6盟49旗、いずれにも属さないオイラト系の諸旗などに分類している。
『蒙古遊牧記』が示す「外蒙古」4部は以下のとおり。
- トゥシェート・ハーン部（土謝図汗部）
- サインノヤン部（賽音諾顔部）
- チェチェン・ハーン部（車臣汗部）
- ジャサクト・ハーン部（扎薩克図汗部）

両文献とも、「内」「外」を冠して「蒙古」と称するのはゴビ砂漠の南北に分布する北元系の諸侯・諸部族にかぎられ、オイラト系の諸部族は「外蒙古」、「内蒙古」のいずれにも含めていない。

## 地域概念「外蒙古」の普及

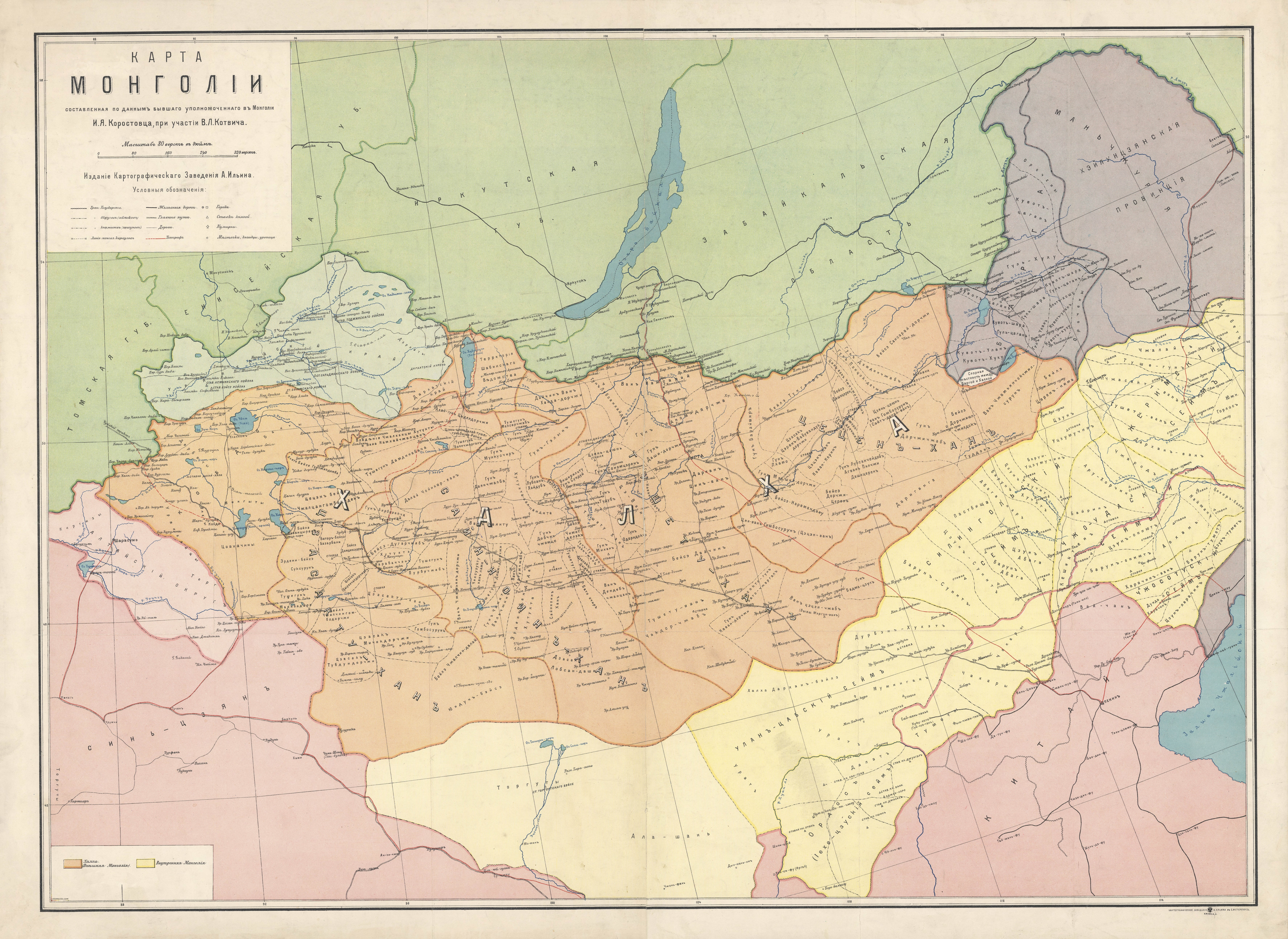
1914年モンゴルの地図

歴史的な地域概念としての「外蒙古」（外モンゴル, Outer Mongolia等）は、「中国人による呼称」、「中国人による伝統的な区分」として認識され、清朝期のモンゴルを南北に区分する通時的な学術用語として（内モンゴル, Inner Mongolia等）とセットで広く使用されている。これに対し、モンゴル史研究者の宮脇淳子は、清朝支配下のモンゴル諸侯に対する『「外蒙古」と「内蒙古」の区別はもともとなかった』、『「外蒙古」がひとつの政治的まとまりと認識され、地理的名称になるのは、このように二十世紀初頭に清朝からの独立を宣言したあとだった』と指摘している。

### 清朝の法制として紹介されたモンゴルの3分類
日本で最初に清朝の法令を体系的に紹介した『清国行政法』は「蒙古」（モンゴル）に対し、「外蒙古」、「内蒙古」、「青海蒙古」の三種に区分している。この3区分は清朝自身による外藩蒙古に対する法制上の分類では、このような3分法も用語も使用されず、まったく別種の分類と呼称が使用されており、また『皇朝藩部要略』、『蒙古游牧記』の区分とも相違している。

## 清朝からの独立を宣言したモンゴル政権とその実効支配領域
1911年に清朝からの独立を目指して発足したボグド・ハーン政権はモンゴル全土の統治を目標としており、独立戦争中、「内蒙古」49旗のうち35旗を制圧したが、一時的なものにとどまった。モンゴル国の領土として確保された範囲は『蒙古遊牧記』にいう「外蒙古」の範囲よりもやや広く、上記の4部にくわえ、ダリガンガ牧場、タンヌ・ウリャンカイの南部、オイラート系の諸旗が遊牧するホブド地方なども含んだ。